# 27500 Мандельброт
27500 Мандельбро́т (27500 Mandelbrot) — астероїд головного поясу, відкритий 12 квітня 2000 року.
Тіссеранів параметр щодо Юпітера — 3,171.